# Wilhelm von Bezold
Johann Friedrich Wilhelm von Bezold (* 21 de junio de 1837, Múnich - 17 de febrero de 1907) fue un físico y meteorólogo alemán. Descubridor del efecto Bezold
Fue profesor de meteorología en Múnich, y de 1885 a 1907 director del Instituto Prusiano de Meteorología. Como científico, su principal interés fue la física de la atmósfera, contribuyendo mucho a la teoría de la tormenta eléctrica. 
Von Bezold fue uno de los primeros investigadores de la termodinámica atmosférica. Consideró los procesos pseudoadiabáticos que describen el aire a medida que se eleva, se expande, se enfría y, finalmente, condensa y precipita el vapor de agua.